# Rudolf Saliger (Politiker)
Rudolf Saliger (* 21. Jänner 1882 in Weidenau, Österreichisch Schlesien; † 3. November 1954 in Wien-Penzing) war ein österreichischer Politiker (NSDAP) und Oberstleutnant des Bundesheers. Saliger war von 1932 bis 1933 Abgeordneter zum Landtag von Niederösterreich.
Nach dem Besuch des Gymnasiums in Weidenau absolvierte Saliger die Matura und wechselte in der Folge an die technische Militärakademie in Wien. Er trat 1904 in das Militär ein und blieb auch nach dem Ersten Weltkrieg, den er hoch dekoriert beendete, im Dienst des Bundesheers. Saliger trat am 4. Januar 1928 der NSDAP bei (Mitgliedsnummer 81.668), vertrat die Partei zwischen dem 21. Mai 1932 und dem 23. Juni 1933 im Niederösterreichischen Landtag und verlor sein Mandat im Zuge des Parteiverbots. Zudem wurde er 1933 verhaftet.